# Indeed
Indeed.com es un motor de búsqueda de empleo surgido en los Estados Unidos en noviembre del 2004. Actualmente, Indeed se encuentra disponible en más de 50 países y en más de 28 idiomas. En octubre del 2010, Indeed.com sobrepasó a Monster.com convirtiéndose en el sitio web de búsqueda de empleo más visitado en los Estados Unidos.
El sitio agrega publicaciones de empleo de miles de páginas web, incluyendo bolsas de empleo, empresas de reclutamiento y selección, asociaciones y páginas de empleo de empresas. En el 2011, Indeed comenzó a permitir que los candidatos se postulen directamente a través de su sitio web, al igual que publicar y almacenar su curriculum.
Sin embargo han surgido una serie de demandas por estafa en países de Latinoamérica. La forma más común de estas estafas es tomando datos de personas al azar y convencerlas de invertir en la empresa que está próxima a ingresar a la bolsa de valores. 

## Historia
Indeed fue fundado por Paul y Rony. La oficina principal de Indeed se encuentra en Austin, Texas, pero tiene otras oficinas alrededor del mundo.
En el año 2005, Indeed lanzó al mercado su versión beta de su "sistema de empleos patrocinados”. Además del sistema de publicación de empleos, las búsquedas realizadas en el sitio de Indeed funcionan como un indicador de las tendencias del mercado de búsqueda de empleo.
El 1 de octubre de 2012, Indeed pasó a ser parte de la compañía japonesa Recruit Co. Ltd.

## Servicios
Los servicios de Indeed incluyen búsqueda de empleo, tendencias del mercado de empleo, almacenamiento y búsqueda de curriculum, tendencias de industrias, búsqueda de salario, índices de competencia laboral y páginas de empresas.